# Polejmynta
Polejmynta (Mentha pulegium), även loppmynta, är en kransblommig växtart som beskrevs av Carl von Linné. Enligt Catalogue of Life och Dyntaxa ingår polejmynta i släktet myntor, och familjen kransblommiga. Arten förekommer tillfälligt i Sverige, men reproducerar sig inte. Inga underarter finns listade i Catalogue of Life.
Örten, som är något giftig, kan användas som insektsmedel ("loppmynta") och har använts för att driva på menstruation men även som fosterfördrivande medel.

## Galleri

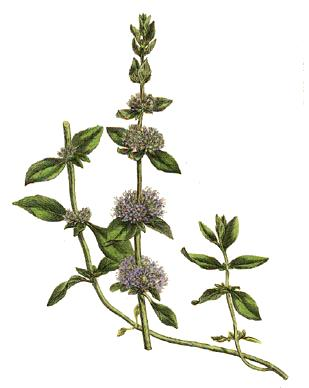
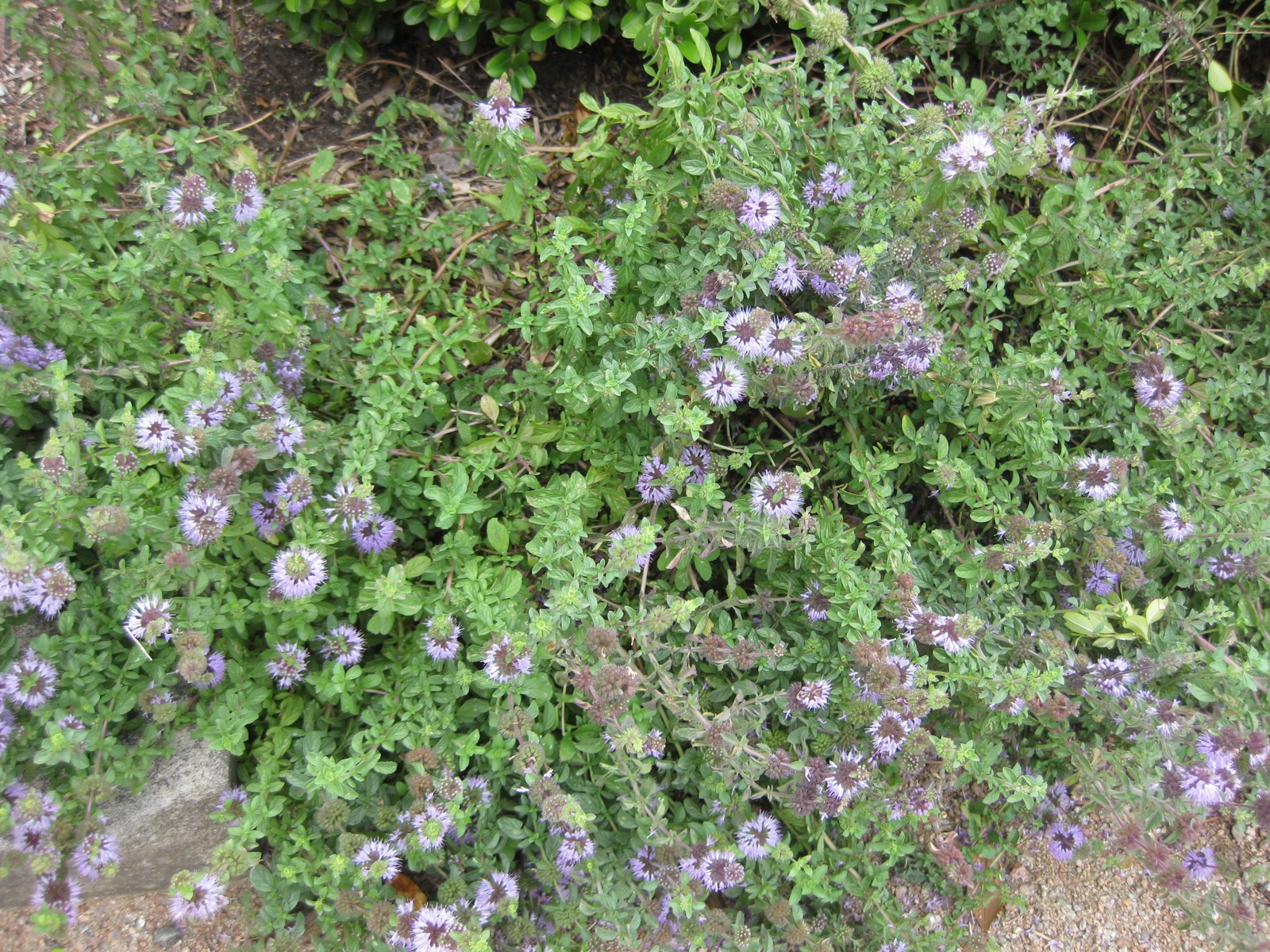